# Leptogenys melzeri
Leptogenys melzeri är en myrart som beskrevs av Borgmeier 1930. Leptogenys melzeri ingår i släktet Leptogenys och familjen myror. Inga underarter finns listade i Catalogue of Life.